# František Nečásek
František Nečásek (20. srpna 1811 Vysoké nad Jizerou – 8. září 1889 tamtéž) byl český spisovatel. V povídkách líčil pravdivě a poutavě život na českém venkově.

## Život
Narodil se 20. srpna 1811 ve Vysokém nad Jizerou v Krkonoších. Studoval dva roky na gymnáziu v Litoměřicích a čtyři roky v Jičíně, kde jako profesoři působili Karel Simeon Macháček a František Šír. Poté odešel do Prahy na filosofii, kde se setkal s Máchou a Pickem. Po jejím absolvování se zapsal na bohoslovecký seminář v Litoměřicích, ale již po třech měsících školu opustil a nastoupil na právnickou fakultu. Studia ukončil roku 1838 a vstoupil do státních služeb. Nejprve pracoval u kamerálního úřadu, v letech 1846-1861 byl finančním komisařem ve Žluticích a Dobříši. Pak se vrátil do Prahy, a to nejprve na zemské finanční ředitelství, odkud přešel do Pražské berniční administrace. Roku 1869 odešel do důchodu. Trvale bydlel i nadále v Praze, ale letní měsíce trávil v rodném Vysokém. Protože přijížděl už počátkem června, říkali mu žertovně „první vysocká vlaštovka“. Finančně byl zajištěný, mimo jiné díky vlastnictví nemovitostí.
Zemřel ve Vysokém po krátké nemoci 8. září 1889. V té době byl jedním z nejstarších českých spisovatelů. Dvacet let, které strávil v důchodu, bylo tehdy velmi neobvyklých.

## Dílo
První literární práce vydal roku 1831 v Krameriově časopise Večerní vyražení; mimo jiné Založení Vysokého a Cestování po Krkonoších. Později publikoval básně a humoresky v časopisech Květy a Světozor. Rozsáhlejší práce ale vytvořil až v závěru života.
Knižně vyšly:
- Sňatek na smrtelném loži (1867), s autobiografickými prvky[5]
- Mileva : obrázek z Hruboskalska (1869)
- Jitrocí (1872), popisuje zde krajinu a obyvatelstvo v okolí Vysokého[5]
- Ruská kněžna (1874)
- Malvína (1876)
- Marie (1883)
- Tři habry (posmrtně 1928, předtím ve Světozoru 1870)

V dílech projevoval hlubokou znalost venkova a lásku k obyvatelům hor. Život svých hrdinů líčí pravdivě a poutavě.

## Příbuzenstvo
Mladší bratr Jan Nečásek (1813-1866) byl středoškolský profesor, ředitel akademického gymnázia v Praze.